# Blastwave
Blastwave.org — организация, которая осуществляет портирование и компилирование пакетов свободного программного обеспечения для операционных систем Solaris, OpenSolaris и их производных. Она предоставляет репозиторий для Solaris, схожий с репозиториями для различных дистрибутивов Linux.
Целью проекта Blastwave является предоставление пользователям Solaris и OpenSolaris скомпилированных пакетов ПО. Все пакеты и зависимые библиотеки скачиваются и устанавливаются автоматически при использовании утилиты pkgutil. Также ПО доступно в формате IPS (Image Packaging System) — системы управления пакетами в OpenSolaris.
На сегодняшний день[когда?] количество пакетов превышает 2000 для архитектур SPARC и x86/AMD. ПО скомпилировано для Solaris 8, 9 и 10. Solaris Nevada и Solaris Express Community Edition официально не поддерживаются, однако и на этих системах пакеты устанавливаются и функционируют. Поддерживается как старое оборудование Sun, так и последние системы с процессорами UltraSPARC, AMD Opteron и Intel Xeon.

## Использование
Для использования репозитория Blastwave необходимо установить утилиту pkgutil для соответствующей архитектуры. Для скачивания и автоматической установки ПО следует использовать команду pkgutil -i название пакета, например:
```
# pkgutil -i seamonkey
```

для установки SeaMonkey.
Пакеты устанавливаются в каталог /opt/csw

## Другие репозитории
- OpenCSW
- http://sunfreeware.com Архивная копия от 25 октября 2012 на Wayback Machine
- http://pkg.opensolaris.org/dev (недоступная+ссылка)
- https://web.archive.org/web/20110528102633/http://pkg.opensolaris.org/contrib/
- https://pkg.sun.com/opensolaris/extra (недоступная+ссылка)
- http://ips.homeunix.com:10906(недоступная+ссылка)